# 町亞聖
町 亞聖（まち あせい、本名：同じ、1971年8月3日 - ）は、埼玉県蕨市出身のフリーアナウンサー。元日本テレビ社員（報道局記者、報道キャスター、アナウンサー）。愛称は、あーちゃん。

## 来歴・人物
与論島出身の父を持ち、たびたびハーフと間違えられて育った。亞聖という名は父の命名で、聖人に次ぐ第2の君子を意味する。浦和市立高等学校（現：さいたま市立浦和高等学校）卒業。在学中、野球部が夏の甲子園に出場した際、チアリーダー部員として応援した。身長162cm。
高校3年の時に母親がくも膜下出血で倒れ、それが原因で認知症になり、以後10年にわたり母親の介護をしていた。介護のほか、妹弟の世話や家族が住むマンションのローン返済も担っていたという。その介護の経験を生かして、介護の本の執筆やうつ病・認知症に関するラジオの番組を精力的に行っている。卒業後、立教大学文学部英米文学科に進学。大学生時代、雑誌『ホットドッグ・プレス』に水着姿で登場してプライベートな面をあからさまに語ったことがある。卒業後、1995年日テレにアナウンサーとして入社。同期入社は矢島学（同局アナウンサー）、魚住りえ（現フリーアナウンサー）、近野宏明（同局記者）、下川美奈（同局報道局社会部デスク）。報道局社会部に異後は悠仁親王誕生の際には他局に先駆けて第一報を伝えた。2011年5月31日付で退社。ホリプロに所属して、フリーアナウンサーとして仕事を続ける。同年6月11日に日比谷野外音楽堂で行われたパープルリボンウォークの総合司会として参加した。
2014年4月より、しんぶん赤旗日曜版に「リレーエッセー・風の色｣の連載開始。月1回の担当で、他の執筆陣は今井美月（翻訳者・ライター）、北尾まどか（女流棋士）、露の団姫（落語家・天台宗僧侶）、冨士眞奈美（女優）。

## 出演履歴

### 日本テレビ勤務時
- あさ天5
- TVじゃん!!
- いつみても波瀾万丈
- ご存じですか
- NNNニュース
- NNNニュースサタデー
- ザ!情報ツウ
- 峰竜太のホンの昼メシ前
- NNNニュースSUPER（月～金6:00-　ズームイン!!SUPER内、隔週）
- デイリープラネット金曜発言中（毎週第3金曜20:00-21:30 NNN24・BS日テレ）
- スッキリ!!（ニュースコーナー、隔週）
- おめざめワイド
- 深夜の音楽会
- M-STAGE（月～木深夜のミニ音楽番組・関東ローカル・1997年頃放送）
- THEサンデーNEXT（AP兼インタビュアー）
- ウルトラセブン「栄光と伝説」 - アナウンサー 役

### フリー転身後
- ワイド!スクランブル（テレビ朝日、木曜コメンテーター、2012年4月5日 - 2013年3月28日）
- 大人の極上ゆるり旅（テレビ東京、ナレーション〈水曜担当〉、2012年4月 - 2013年3月）
- SKE48の世界征服女子（中京テレビ、生放送MC、2012年6月6日）
- 集まれ!ほっとエイジ（ラジオNIKKEI、月 - 水曜キャスター、2012年7月2日 - 12月31日）
  - 集まれ!ほっとエイジ・ワイド（ラジオNIKKEI、キャスター、2013年1月11日 - 6月28日）
- 5時に夢中!サタデー（TOKYO MX、メインMC、2012年4月 - 2014年3月）
- ニッポン・ダンディ（TOKYO MX、2012年10月1日 - 2014年3月26日、月・火曜MC（2013年9月までは水曜も））
- 5時に夢中!（TOKYO MX、2011年8月28日 / 2012年4月 - 2014年3月、金曜日のメインMC）
- 週末めとろポリシャン♪（TOKYO MX、2014年4月 - 2017年3月、メインMC）
- 大竹まこと ゴールデンラジオ!（文化放送、2013年10月2日 - 2018年3月28日、水曜パートナー）
- ウィークエンド・ケアタイム「ひだまりハウス」～うつ病・認知症について語ろう～]（ニッポン放送、サンデー早起き有楽町フロート番組、2013年10月 - ）
- みんなにエール！（文化放送、2018年4月7日 - 、毎週土曜5時35分～）
- 町亞聖のスマートNEWS（アール・エフ・ラジオ日本、2020年3月19日 -、木曜パーソナリティー）[6]

## 著書
- 十八歳からの十年介護（武田ランダムハウスジャパン、2011年）
- 十年介護（小学館文庫、2013年・上記本の改訂増補版）